# Hard Lovin’ Man
Hard Lovin’ Man ist ein riffbetonter Heavy-Metal-Song der britischen Band Deep Purple, der im Juni 1970 auf dem Studioalbum Deep Purple in Rock veröffentlicht wurde. Hard Lovin’ Man zählt aufgrund seiner bis dato unbekannten brutalen Struktur und Aggressivität als frühestes Beispiel in den Genres Proto-Power-Metal und Proto-Thrash-Metal, und wird als einer der ersten Heavy-Metal-Songs überhaupt angesehen.

## Entstehung
Hard Lovin’ Man wurde am Neujahrstag 1970 in den De Lane Lea Studios in London, erstmals mit Toningenieur Martin Birch am Mischpult – dem dieser Song gewidmet ist – und der von der Band auf dem In-Rock-Album als Katalysator gewürdigt wurde, gemischt.

## Würdigung
Bassist Roger Glover beschrieb den Song folgendermaßen: "Ein Monstergroove, das ist meine Lieblingsnummer auf dem Album, es ist soviel Feuer in unserem Spiel, und Jons (Jon Lord) Solo kommt an seine Vorstellungen auf der Bühne heran. Für mich verkörpert der Song den wahren Charakter der Band zu jener Zeit: treibende Kraft, verschrobene Kompositionen, Experimente, zwei große Soli, ausgeflippte, punktgenaue Texte, überschwängliche Attitüde. Ich spüre da eine Band, die sich gefunden hatte."
2001 veröffentlichte der japanische Musiker Masami Akita mit seinem Noise-Projekt Merzbow das Album Hard Lovin' Man, welches auf den Deep-Purple-Song zurückgeht.

## Liveaufführungen
Deep Purple spielten Hard Lovin’ Man erstmals 1970 in der BBC Mike Harding’s Sounds Of The Seventies Session. Anschließend verschwand der Song für 40 Jahre aus dem Programm, um ab 2010 wieder ein regelmäßiger Live-Bestandteil zu werden.

### Livealben
- BBC sessions 1968–1970
- Live at Montreux 2011
- Live in Verona (2011)
- Now What?! Live Tapes (2013)
- From The Setting Sun… (In Wacken) (2013)
- …To The Rising Sun (In Tokyo) (2014)

## Weblink
- Songlyrics Auf: www.thehighwaystar.com